# Волощуки
Волощуки́ — родина українських народних гончарів XIX—XX століття. Жили і працювали у місті Косові (нині Івано-Франківська область, Україна). Створювали гончарні вироби, традиційну для косівської школи димлену кераміку.
- Петро Волощук (роки народження і смерті невідомі). Виготовляв полив'яний та димлений посуд, зокрема горщики пиземкуватої форми з широкими шийками та невеликими донцями. В творчості помітний вплив Олексанра Бахматюка і Петра Кошака.
- Михайло Волощук (1870—1932). Серед його виробів — миски, оздоблені в техніці фляндрування; орнаментні мотиви нанесено традиційними для Косова фарбами на біле або темно-коричневе тло.
- Катерина Іванівна Волощук (нар. 12 березня 1902, Косів — пом. 17 вересня 1976) походить з родини косіських майстрів Тутурушів. Гончарювати навчалася у батьків. У ранній період виготовляла димлений посуд декоровним лощенням (вази, підвазонники, дзбанки, миски, розписані рослинним та геометричним орнаментами). Від 1920-х років розвивала художні традиції родини Волищуків. Разом із чоловіком Казимиром (1900–1945) створювала миски, тарілки, вази, оздоблені підполив'яними ріжкованими і фляндровими розписами. Геометричний орнамент компонувала у горизонтальні та вертикальні смуги[1].
- Вікторія Казимирівна Волощук (нар. 6 червня 1931, Косів) — дочка Казимира і Катерини. Гончаства навчилася у батьків. Виготовляла вази, підвазонники, двійнята, глечики, оздоблені геометричним орнаментом, часто у поєднанні з рослинним[2].

Гончарством займалися і дочки Казимира і Катерини М. К. Крушицька та Г. К. Волощук.
Вироби зберігаються у музеях Києва, Львова, Івано-Франківська, Коломиї.